# Discoverer 22

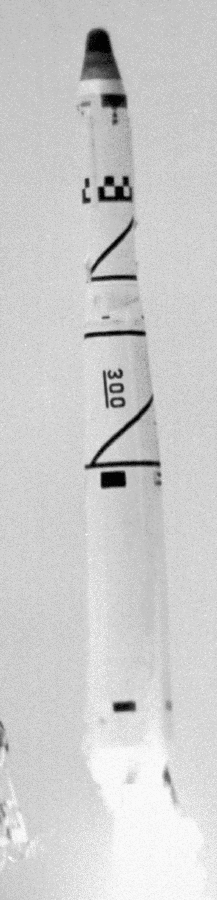
Moment startu rakiety Thor Agena B z satelitą Discoverer 22

Discoverer 22 – amerykański satelita wywiadowczy. Stanowił część tajnego programu CORONA. Start, który odbył się 30 marca 1961, o godzinie 20:34:43, z kosmodromu Vandenberg, nie powiódł się - awarii uległ drugi stopień rakiety nośnej przez co rakieta nie osiągnęła wystarczającej prędkości do satelizacji. Rakieta uległa zniszczeniu wraz z ładunkiem. Niepowodzenie to oznaczono w katalogu COSPAR, jako 1960-F02.
Discoverer 22 przenosił najprawdopodobniej taki sam ładunek jak misja Discoverer 18. 
Kapsuła powrotna statku nosiła oznaczenie SRV 509.
Inne nazwy misji: CORONA 22, Corona 22, KH-5 9015, Agena B 1105, FTV-1105.